# The Old Cobbler
The Old Cobbler er en amerikansk stumfilm fra 1914 af Murdock MacQuarrie.

## Medvirkende
- Murdock MacQuarrie som Nathan
- Richard Rosson som Dick
- Agnes Vernon
- Lon Chaney som Wild Bill
- May Benson